# Jacaltenango
Jacaltenango est une ville du Guatemala située dans le département de Huehuetenango.